# Troy Watts
Troy Watts (Houston, 1965) è un ex sciatore alpino statunitense.

## Biografia
Specialista delle prove tecniche nato in Texas ma cresciuto a Breckenridge (Colorado), Watts nella stagione 1986-1987 in Nor-Am Cup fu 3º sia nella classifica generale sia in quella di slalom gigante e ai Campionati statunitensi 1987 ottenne la medaglia d'argento nello slalom gigante; disputò diverse stagioni di Coppa del Mondo e i Mondiali di Crans-Montana 1987 e di Vail 1989, senza ottenere piazzamenti di rilievo, e in seguito gareggiò nei circuiti professionistici nordamericano (Pro Tour) e sudamericano. Non prese parte a rassegne olimpiche.

## Palmarès

### Nor-Am Cup
- Miglior piazzamento in classifica generale: 3º nel 1987[2]

### Campionati statunitensi
- 1 medaglia (dati parziali, dalla stagione 1986-1987):
  - 1 argento (slalom gigante[2] nel 1987)